# Calvados
Calvados (14) es un departamento francés, perteneciente a la Región de Normandía.
Los habitantes de Calvados son llamados en idioma francés, calvadosiens.

## Historia
El departamento fue creado en la Revolución francesa el 4 de marzo de 1790 en una parte de la antigua provincia de Normandía. En un principio se pensó llamarlo Orne Inferior, pero el 26 de febrero de 1790 -solo seis días antes de su constitución- se decidió utilizar su nombre actual.
Según la leyenda, su nombre procede de un barco español de la Armada Invencible llamado Çalvador (Salvador) que naufragó en sus costas.
Calvados fue un escenario importante de la batalla de Normandía (1944) en el marco de la Segunda Guerra Mundial. Los combates de Caen - la localidad principal - tuvieron como consecuencia la destrucción de la mayor parte de la ciudad.
Los desembarcos de las tropas aliadas en el Día D (1944) tuvieron lugar en sus playas. Entre ellas destaca la playa de Omaha.

## Geografía
El departamento de Calvados forma parte de la región de Normandía. 
- Límites: al norte el canal de la Mancha (120 km de costa), al este Eure, al sur Orne, y al oeste el departamento de la Mancha.
- Punto más alto: Mont Pinson (365 m).
- Punto más bajo: costas del canal de la Mancha (nivel del mar).
- Principales ríos: Orne, Dives, Touques, Viel, Aure, Vire, Seulles, Drôme
- Incluye cuatro de las cinco playas del desembarco de Normandía: Omaha, Gold, Juno y Sword.

## Clima
El clima de Calvados está bajo la influencia del mar: el viento puede ser bastante fuerte en la costa. Los inviernos son dulces y los veranos no sufren de la canícula.
Desde hace unos 5 años la temporada baja (de septiembre a noviembre) tiene temperaturas cada vez más suaves (Météo France).

## Demografía
| 1801    | 1831    | 1841    | 1851    | 1856    | 1861    | 1866    |
| ------- | ------- | ------- | ------- | ------- | ------- | ------- |
| 451 836 | 494 702 | 496 198 | 491 210 | 478 397 | 480 992 | 474 909 |
| 1872    | 1876    | 1881    | 1886    | 1891    | 1896    | 1901    |
| 454 012 | 450 220 | 439 830 | 437 267 | 428 945 | 417 176 | 410 178 |
| 1906    | 1911    | 1921    | 1926    | 1931    | 1936    | 1946    |
| 403 431 | 396 318 | 384 730 | 390 492 | 401 356 | 404 901 | 400 026 |
| 1954    | 1962    | 1968    | 1975    | 1982    | 1990    | 1999    |
| 442 991 | 480 757 | 519 695 | 560 967 | 589 559 | 618 478 | 648 385 |

Nota a la tabla:

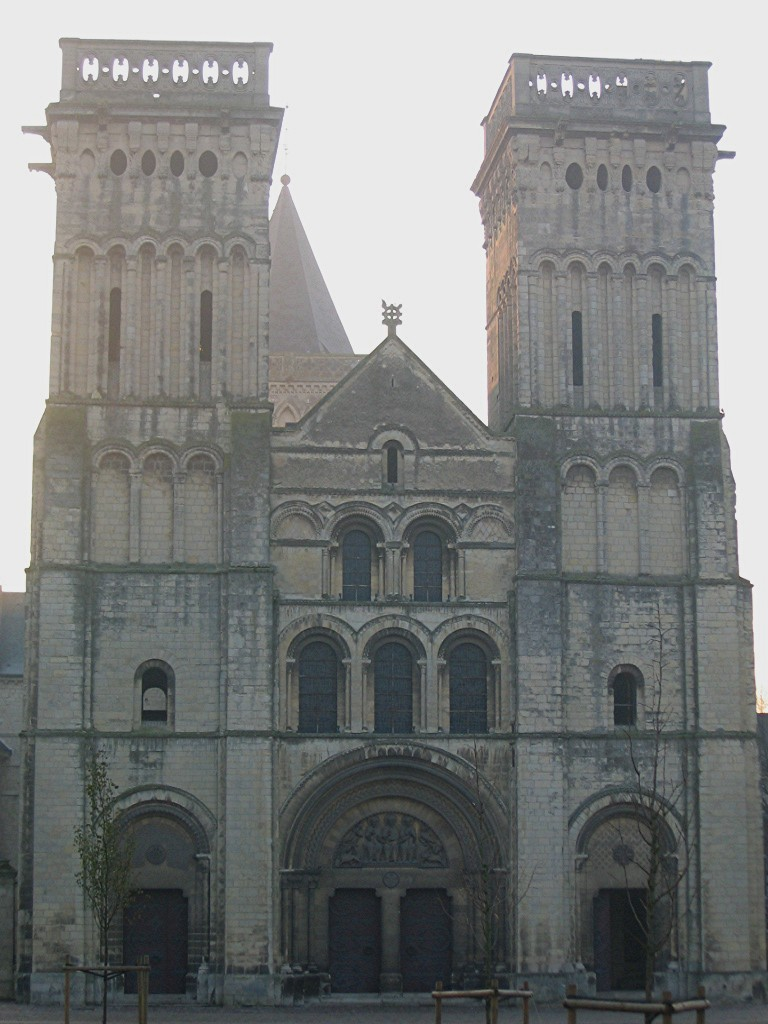
Fachada de la iglesia abacial de la Trinidad, Caen (Abadía de las damas).

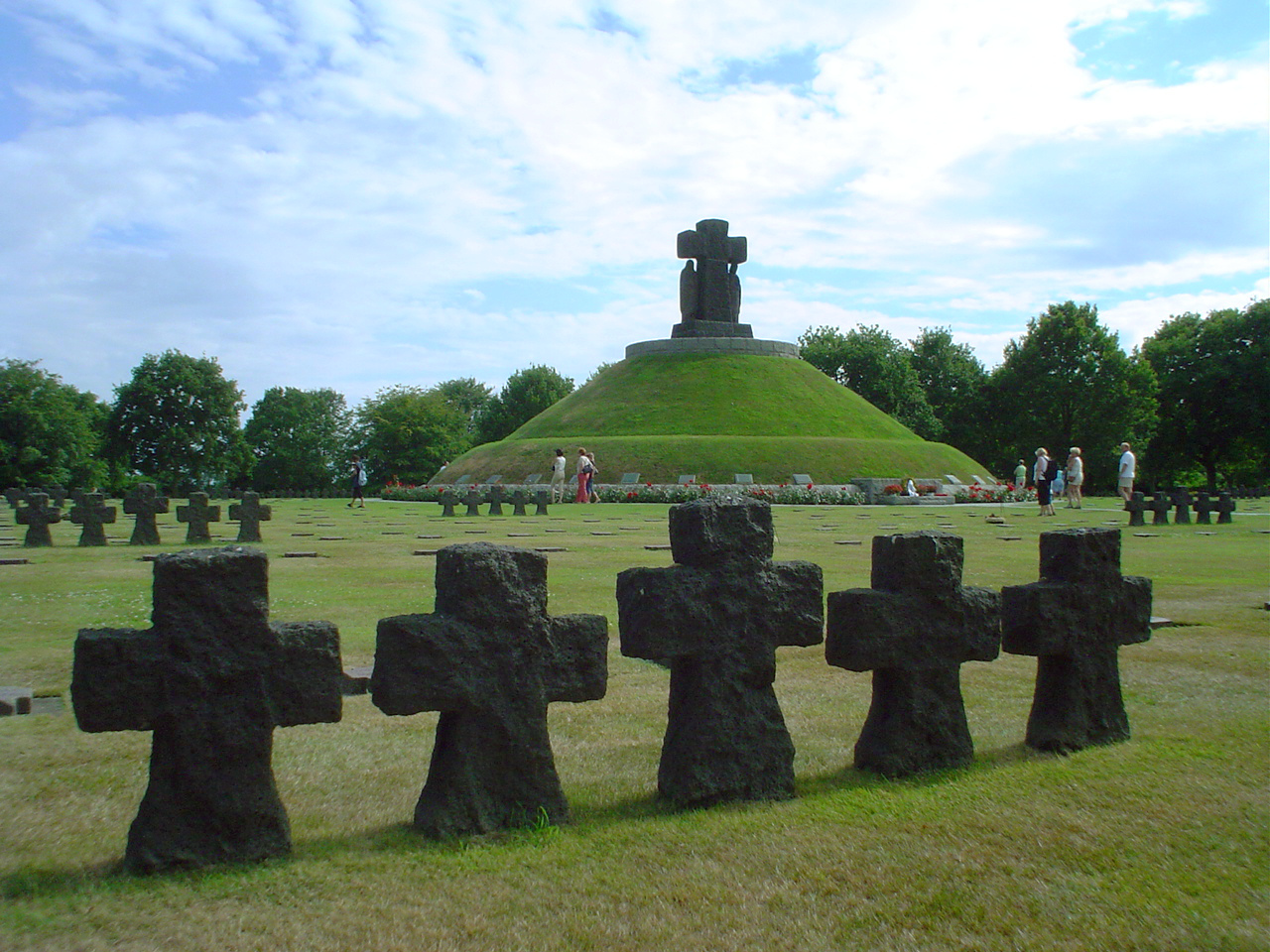
La Cambe: Cementerio alemán en Normandía.

- El 2 de diciembre de 1968 se produjo una modificación de límites entre Orne y Calvados, que resultó en una ganancia de 21 habitantes por parte de este último departamento.

Las principales ciudades del departamento son (datos del censo de 1999):
- Caen: 113 987 habitantes, 199 490 en la aglomeración. El segundo municipio más poblado de Calvados, Hérouville-Saint-Clair (24 025 hab.), forma parte de esta misma aglomeración.
- Lisieux: 23 166 habitantes, 27 629 en la aglomeración.

En 1999, Calvados contabilizaba 648 299 habitantes. Es el trigésimo departamento más poblado de Francia.
La pirámide de edad de Calvados es[cita requerida]:
Más de 75 años: 7,2%;
60 - 74 años: 13,16%;
40 - 59 años: 25,52%;
20 - 39 años: 28,53%;
0 - 19 años: 25,6%;

## Economía
Agricultura: Producción de leche, sidra y un brandy de manzana que lleva este nombre.
Turismo familiar, deportivo y natural.

## Cultura
Entre los personajes famosos que han nacido en Calvados se encuentran Eugène Boudin, Erik Satie y Alphonse Allais que nacieron en Honfleur.
Deauville organiza cada año el Festival de Cine Americano y la estación balnearia de Cabourg, el Festival de la Película Romántica (septiembre).
La ciudad de Caen cuenta con un Memorial en recuerdo de las víctimas de la Segunda Guerra Mundial que constituye un museo para la paz.

## Turismo
El departamento de Calvados se divide en diferentes zonas turísticas: Le Bessin, la Plaine de Caen, Le Bocage Virois, la Côte de Nacre, la Côte Fleurie y le Pays d'Auge. 
Calvados es, gracias al puerto de Ouistreham, una entrada interesante al Continente para los ingleses.
Varias playas presentan condiciones favorables para la práctica de actividades deportivas acuáticas: kitesurf en la playa de Merville-Franceville-Plage.
Calvados presenta así varios lugares de gran afluencia turística, entre los que destacan las localidades de Caen, Bayeux, Arromanches-les-Bains y su puerto Mulberry, Port-en-Bessin y Courselles-sur-Mer, el pueblo donde desembarcó de Gaulle durante la II Guerra Mundial, así como los distintos memoriales y cementerios dedicados al desembarco de Normandía tales como el Cementerio Americano en Colleville-sur-Mer o la Pointe du Hoc, territorio cedido a los Estados Unidos por Francia en agradecimiento por la ayuda prestada durante el Día D.
En el pueblo pintoresco de Pont-l'Evêque, un nuevo espacio turístico ha abierto sus puertas en marzo de 2018: el Calvados Experience. Con 3000 m², este espacio presenta la historia de Calvados, el espirituoso tradicional de los normandos. Se trata de una experiencia sensorial a través de una visita entretenida y lúdica de una hora apta para toda la familia.

## Deportes
- Los deportes acuáticos son muy populares en las costas y playas: Kite surf, Vóley Playa,...
- Durante la temporada deportiva 2007/2008, el equipo de fútbol de Caen jugó en primera división francesa.